# Agustín Tapia
Darío Agustín Tapia Nievas, noto semplicemente come Agustín Tapia (San Fernando del Valle de Catamarca, 24 luglio 1999), è un giocatore argentino professionista di padel.
Soprannominato Mozart o Pollito, ha 
conquistato due volte la classifica del Premier Padel nel 2023 e 2024.

## Biografia
Nato a San Fernando del Valle de Catamarca in Argentina, lasciò il suo villaggio all'età di 15 anni per dedicarsi completamente al padel a Rosario, prima di lasciare il suo paese per trasferirsi in Spagna a 17 anni per entrare nel circuito maggiore.

## Carriera
Agustín Tapia è entrato a far parte del World Padel Tour nel 2018, affiancando come compagno Marcello Jardim. Al Master di Catalunya, celebratosi nel marzo di quell'anno raggiungero i quarti di finale.
A metà della stagione 2019,venne annunciato Fernando Belasteguín come suo nuovo compagno sportivo. Insieme hanno Conquistato il Master di Madrid nel settembre dello stesso anno, primo titolo per Tapia a solo 20 anni di età. Raggiunsero anche la finale del Master Final, dove persero contro Alejandro Galán e Pablo Lima.
Nel 2020 la coppia ha continuato a giocare insieme. La stagione, condizionata dalla pandemia di COVID-19, non li ha impedito di vincere il Sardegna Open a settembre. Riuscirono inoltre Master Final di Minorca, a battere la coppia numero 1 Lebrón e Galáin in finale, per 6-3 e 7-6 in una partita memorabile che culminò in un tie-break da 24 punti.
Nel 2021, Pablo Lima è diventato il suo nuovo compagno sportivo. Insieme hanno conquistato il titolo all'Open di Las Rozas e all'Open di Malaga; tuttavia nel settembre 2021 hanno deciso di separarsi come coppia dopo l'Open di Lugo. Pochi giorni dopo è stato confermato Sanyo Gutiérrez come nuovo partner di Tapia. Insieme hanno conquistato il Malmö Open, dopo aver battuto in finale la coppia numero due, Paquito Navarro e Martín Di Nenno.
Nel 2022, Tapia ha continuato a giocare al fianco di Sanyo per tutto l'arco della stagiomd. Nella prima metà di stagione hanno raggiunto almeno le semifinali nei primi 13 tornei (fino a settembre) conquistando 5 titoli, che ha permesso a loro di posizionarsi come la seconda coppia migliore al mondo dietro Lebrón-Galán. Tuttavia, non sono riusciti a mantenere il loro livello di gioco durante gli ultimi mesi della competizione; Hanno superato i quarti di finale solo in due degli ultimi nove tornei WPT dell'anno. Alla fine si sono classificati al secondo posto con oltre 10.000 registrati, annunciando la loro separazione dopo la finale del Barcelona Master.
Per il 2023 è stato annunciato Arturo Coello come compagno di Tapia. La coppia ha iniziato l'anno nel migliore dei modi, battendo Lebrón-Galán nella finale del Master di Abu Dhabi per 7-6 e 6-3, dimostrando di essere contendenti diretti per il primo posto della classifica di quest'anno. Hanno conquistato anche il torneo La Rioja Open in Argentina, sconfiggendo in fine Libaak-Augsburger per 6-1 e 6-0. Proseguendo la loro buona prestazione, nel terzo evento del World Padel Tour 2023 all'Opem del Chile, hanno nuovamente battuto Lebrón-Galán in finale per 6-4, 6-7 e 7-5.

## Caratteristiche tecniche e stile di gioco
Noto per la sua eccellente manovrabilità, unita alla sua grande tecnica offensiva, gli consente di chiudere il punto da qualsiasi posizione sul campo.